# Johannes Linnankoski
 (août 2014).
Si vous disposez d'ouvrages ou d'articles de référence ou si vous connaissez des sites web de qualité traitant du thème abordé ici, merci de compléter l'article en donnant les références utiles à sa vérifiabilité et en les liant à la section « Notes et références ».
Vihtori Johan Peltonen, dit Johannes Linnankoski, (né le 18 octobre 1869 à Askola en Finlande - mort le 10 août 1913 à Helsinki) est un romancier finlandais.

## Biographie
Linnankoski est une figure de proue de la littérature finnoise, principalement connu pour son roman Fugitifs, situé dans la Finlande rurale du XIXe siècle et surtout pour son investissement pour la défense de la culture et de la langue finnoise.
Il a exploré les thèmes de la culpabilité, de la punition et de la rédemption.
Un musée qui lui est consacré est ouvert en 1938 à Vakkola de Askola dans la maison familiale.

## Œuvres

### Traduites en français
- Chant de la Fleur rouge [« Laulu tulipunaisesta kukasta »], Éditions du Carrousel, 1999 (ISBN 978-2-7456-0148-3)[3]
- La fermière de Heikkila [« Taistelu Heikkilän talosta »]  (trad. Jean-Louis Perret), Parangon, 2002 (ISBN 978-2-84190-082-4)
- Fugitifs [« Pakolaiset »]  (trad. Jean-Louis Perret), Parangon, 2003 (ISBN 978-2-84190-098-5), considéré comme son chef-d'œuvre.

### En finnois
Les principaux ouvrages de Johannes Linnankoski sont :
- Asutus- ja rakennusjärjestelmä maaseudulla 1900
- Kuinka joka mies sai maata 1900
- Kynäilijä 1900
- Puhetaito 1901
- Ikuinen taistelu, näytelmä 1903
- Laulu tulipunaisesta kukasta  1905
- Kuinka uutta Suomea rakennetaan 1905
- Taistelu Heikkilän talosta 1907
- Kirot, näytelmä 1907
- Pakolaiset 1908
- Jeftan tytär, näytelmä 1911
- Simson ja Delila, näytelmä 1911
- Sirpaleita, novellikokoelma 1913
- Kootut teokset 1908–1915
- Hilja, maitotyttö ynnä muita sirpaleita 1920
- Elämänlanka ja toivioretki 1931
- Valitut teokset 1953, 1971, 1973

## Cinéma
Plusieurs films sont adaptés de ses livres, dont Hilja maitotyttö (de Teuvo Tulio) et Laulu tulipunaisesta kukasta (de Mikko Niskanen). Cette dernière œuvre, le Chant de la Fleur rouge, a inspiré trois réalisateurs suédois : Mauritz Stiller, Per-Axel Branner et Gustaf Molander.
- Sången om den eldröda blomman, Réalisateur Mauritz Stiller (Suède) 1919
- Sången om den eldröda blomman, Réalisateur Per-Axel Branner (Suède) 1934
- Taistelu Heikkilän talosta, Réalisateur Teuvo Tulio 1936
- Laulu tulipunaisesta kukasta, Réalisateur Teuvo Tulio 1938
- Intohimon vallassa, Réalisateur Teuvo Tulio 1947
- Hilja – maitotyttö, Réalisateur Toivo Särkkä 1953
- Sången om den eldröda blomman, Réalisateur Gustaf Molander (Suède) 1956
- Laulu tulipunaisesta kukasta, Réalisateur Mikko Niskanen 1971
- Pakolaiset, Réalisateur Veikko Kerttula 1977

## Citation
- « Celui qui veut apprendre à régner sur le monde doit d'abord apprendre à régner sur lui-même. »

## Prix et reconnaissance
- Prix national de littérature

## Hommages
- (7416) Linnankoski, astéroïde.